# TWS (nhóm nhạc)
TWS (/tuː-ʌs/ tiếng Hàn: 투어스; Romaja: Tueoseu ; tiếng Nhật: トゥアス; được phát âm là "Two-Us"; viết tắt của Twenty Four Seven With Us) là một nhóm nhạc nam Hàn Quốc được thành lập và quản lý bởi Pledis Entertainment . Nhóm bao gồm 6 thành viên: Shinyu, Dohoon, Youngjae, Hanjin, Jihoon và Kyungmin. Họ ra mắt vào ngày 22 tháng 1 năm 2024, với đĩa mở rộng (EP) Sparkling Blue .

## Lịch sử

### Trước khi ra mắt
Vào ngày 10 tháng 11 năm 2022, HYBE đã thông báo qua cuộc họp báo rằng công ty con của họ, Pledis Entertainment, sẽ ra mắt một nhóm nhạc nam mới vào thời điểm nào đó trong năm 2023. Trong buổi fanmeeting lần thứ 7 của Seventeen năm 2023 'SEVENTEEN in Carat Land' vào ngày 12 tháng 3 năm 2023, thành viên Hoshi của Seventeen đã giới thiệu năm thực tập sinh trong đám đông là thành viên của nhóm nhạc sắp ra mắt của công ty. Danh tính của họ vẫn chưa được tiết lộ. Vào ngày 7 tháng 11, Pledis xác nhận rằng nhóm sẽ ra mắt vào quý đầu tiên của năm 2024. 
Vào ngày 21 tháng 12 năm 2023, nhóm đã ra mắt tài khoản mạng xã hội của mình và tung ra đoạn giới thiệu đầu tiên về màn ra mắt. Ngày hôm sau, Pledis Entertainment thông báo rằng nhóm sẽ bao gồm sáu thành viên và sẽ ra mắt vào tháng 1 năm 2024.

### 2024-nay: Ra mắt với "Sparkling Blue", công bố tên fandom, trở lại lần đầu với "Summer Beat!"
Vào ngày 27 tháng 12 năm 2023, nhóm đã thông báo rằng họ sẽ phát hành mini album đầu tay Sparkling Blue vào ngày 22 tháng 1. Đĩa đơn phát hành trước, " Oh Mymy : 7s ", đã được phát hành vào ngày 2 tháng 1.
Sáu thành viên được giới thiệu thông qua video giới thiệu nhóm được phát hành vào ngày 3 tháng 1 và video cá nhân được phát hành vào ngày 4 tháng 1. 
Ngày 2 tháng 4 năm 2024, Pledis Entertainment thông báo tên fandom chính thức của TWS đã được quyết định. Tên được tiết lộ là 42 (SAI), ám chỉ những người hâm mộ luôn ở bên TWS 24/7 và có mối quan hệ đặc biệt nhất với họ. 
Vào ngày 3 tháng 5, Pledis Entertainment thông báo rằng nhóm đang chuẩn bị cho lần trở lại đầu tiên của họ vào tháng 6 và video âm nhạc hiện đang được quay tại Hồng Kông. Họ sẽ phát hành một đĩa đơn phát hành trước vào đầu tháng trước khi trở lại.  Vào ngày 23 tháng 5, TWS thông báo rằng họ sẽ trở lại vào ngày 24 tháng 6. Tựa đề cho mini album thứ hai của họ, Summer Beat!, đã được công bố vào ngày 27 tháng 5. 

## Thành viên
- Chú thích: In đậm là nhóm trưởng

| Nghệ danh | Nghệ danh | Tên khai sinh | Tên khai sinh | Tên khai sinh | Tên khai sinh  | Ngày sinh        | Nơi sinh                         | Quốc tịch  |
| Latinh    | Hangul    | Latinh        | Hangul        | Hanja         | Hán-Việt       | Ngày sinh        | Nơi sinh                         | Quốc tịch  |
| Shinyu    | 신유      | Shin Junghwan | 신정환        | 申晶㬊        | Thân Đình Hoán | 7 tháng 11, 2003 | Yesan, Chungcheong Nam, Hàn Quốc | Hàn Quốc   |
| Dohoon    | 도훈      | Kim Dohoon    | 김도훈        | 金道勳        | Kim Đạo Huân   | 30 tháng 1, 2005 | Nowon, Seoul, Hàn Quốc           | Hàn Quốc   |
| Youngjae  | 영재      | Choi Youngjae | 최영재        | 崔英宰        | Thôi Anh Tài   | 31 tháng 5, 2005 | Gimhae, Hàn Quốc                 | Hàn Quốc   |
| Hanjin    | 한진      | Han Zhen      | 한쩐          | 韩振          | Hàn Chân       | 5 tháng 1, 2006  | Tân Hương, Hà Nam, Trung Quốc    | Trung Quốc |
| Jihoon    | 지훈      | Han Jihoon    | 한지훈        | 韓志薫        | Hàn Chí Huân   | 28 tháng 3, 2006 | Hwaseong, Gyeonggi, Hàn Quốc     | Hàn Quốc   |
| Kyungmin  | 경민      | Lee Kyungmin  | 이경민        | 李炅潣        | Lý Khánh Mẫn   | 2 tháng 10, 2007 | Gimpo, Gyeonggi, Hàn Quốc        | Hàn Quốc   |

## Danh sách đĩa nhạc

### Đĩa mở rộng (EP)
| Tiêu đề        | Chi tiết | Thứ hạng cao nhất | Thứ hạng cao nhất | Thứ hạng cao nhất | Thứ hạng cao nhất | Thứ hạng cao nhất | Thứ hạng cao nhất | Doanh số                     | Chứng nhận          |
| Tiêu đề        | Chi tiết | KOR               | JPN               | JPN Hot           | US Sales          | US Heat.          | US World          | Doanh số                     | Chứng nhận          |
| -------------- | --- | ----------------- | ----------------- | ----------------- | ----------------- | ----------------- | ----------------- | ---------------------------- | ------------------- |
| Sparkling Blue | - Phát hành: Ngày 22 tháng 1 năm 2024 - Hãng đĩa: Pledis, YG Plus - Định dạng: CD, digital download, streaming | 1                 | 3                 | 4                 | 16                | 8                 | 6                 | - KOR: 535,465 - JPN: 47,434 | - KMCA: Platinum    |
| Summer Beat!   | - Phát hành: Ngày 24 tháng 6 năm 2024 - Hãng đĩa: Pledis, YG Plus - Định dạng: CD, digital download, streaming | 1                 | 2                 | 2                 | 49                | 22                | 14                | - KOR: 631,575 - JPN: 50,709 | - KMCA: 2× Platinum |

### Đĩa đơn
| Tiêu đề                                                                                  | Năm  | Thứ hạng cao nhất | Thứ hạng cao nhất | Album                         |
| Tiêu đề                                                                                  | Năm  | KOR               | WW                | Album                         |
| ---------------------------------------------------------------------------------------- | ---- | ----------------- | ----------------- | ----------------------------- |
| "Oh Mymy:7s"                                                                             | 2024 | —                 | —                 | Sparkling Blue                |
| "Plot Twist" (첫 만남은 계획대로 되지 않아)                                              | 2024 | 2                 | 123               | Sparkling Blue                |
| "Hey! Hey!"                                                                              | 2024 | 125               | —                 | Summer Beat                   |
| "If I'm S, Can You Be My N?" (내가 S면 넌 나의 N이 되어줘)                               | 2024 | 24                | —                 | Summer Beat                   |
| "Uptown Girl"                                                                            | 2024 | —                 | —                 | Đĩa đơn không nằm trong album |
| "—" biểu thị một bản ghi âm không được xếp hạng hoặc không được phát hành ở lãnh thổ đó. |      |                   |                   |                               |

### Các bài hát khác trên bảng xếp hạng
| Tiêu đề                     | Năm  | Thứ hạng cao nhất | Album          |
| Tiêu đề                     | Năm  | KOR Down.         | Album          |
| --------------------------- | ---- | ----------------- | -------------- |
| "Unplugged Boy"             | 2024 | 23                | Sparkling Blue |
| "First Hooky"               | 2024 | 25                | Sparkling Blue |
| "BFF"                       | 2024 | 24                | Sparkling Blue |
| "You+Me=7942" (너+나=7942)  | 2024 | 25                | Summer Beat    |
| "Double Take"               | 2024 | 31                | Summer Beat    |
| "Keep On" (내가 태양이라면) | 2024 | 22                | Summer Beat    |
| "Fire Confetti"             | 2024 | 30                | Summer Beat    |

## Giải thưởng và đề cử
| Lễ trao giải                 | Năm  | Hạng mục                  | Nominee/work | Kết quả   | Tham khảo |
| ---------------------------- | ---- | ------------------------- | ------------ | --------- | --------- |
| Asia Star Entertainer Awards | 2024 | Nghệ sĩ mới xuất sắc nhất | TWS          | Đoạt giải | [ 30 ]    |

## Chương trình âm nhạc

### The Show
| Năm  | Ngày       | Bài hát                      | Điểm |
| ---- | ---------- | ---------------------------- | ---- |
| 2024 | 20 tháng 2 | "plot twist"                 | 5876 |
| 2024 | 2 tháng 7  | "If I'm S, Can You Be My N?" | 9480 |
| 2025 | 29 tháng 4 | "Countdown!"                 | 9570 |

### Show Champion
| Năm  | Ngày       | Bài hát                      | Điểm |
| ---- | ---------- | ---------------------------- | ---- |
| 2024 | 14 tháng 2 | "plot twist"                 | 5537 |
| 2024 | 21 tháng 2 | "plot twist"                 | 5384 |
| 2024 | 3 tháng 7  | "If I'm S, Can You Be My N?" | 7139 |
| 2025 | 30 tháng 4 | "Countdown!"                 | 9394 |

### M Countdown
| Năm  | Ngày      | Bài hát      | Điểm |
| ---- | --------- | ------------ | ---- |
| 2025 | 1 tháng 5 | "Countdown!" | 9461 |

### Music Bank
| Năm  | Ngày       | Bài hát                      | Điểm  |
| ---- | ---------- | ---------------------------- | ----- |
| 2024 | 23 tháng 2 | "plot twist"                 | 4896  |
| 2024 | 5 tháng 7  | "If I'm S, Can You Be My N?" | 10430 |
| 2025 | 2 tháng 5  | "Countdown!"                 | 12817 |

### Show! Music Core
| Năm  | Ngày      | Bài hát      | Điểm |
| ---- | --------- | ------------ | ---- |
| 2025 | 3 tháng 5 | "Countdown!" | 6448 |

### Inkigayo
| Năm  | Ngày       | Bài hát      | Điểm |
| ---- | ---------- | ------------ | ---- |
| 2024 | 24 tháng 3 | "plot twist" | 6414 |
| 2025 | 4 tháng 5  | "Countdown!" | 5987 |